# Cultura del recuerdo

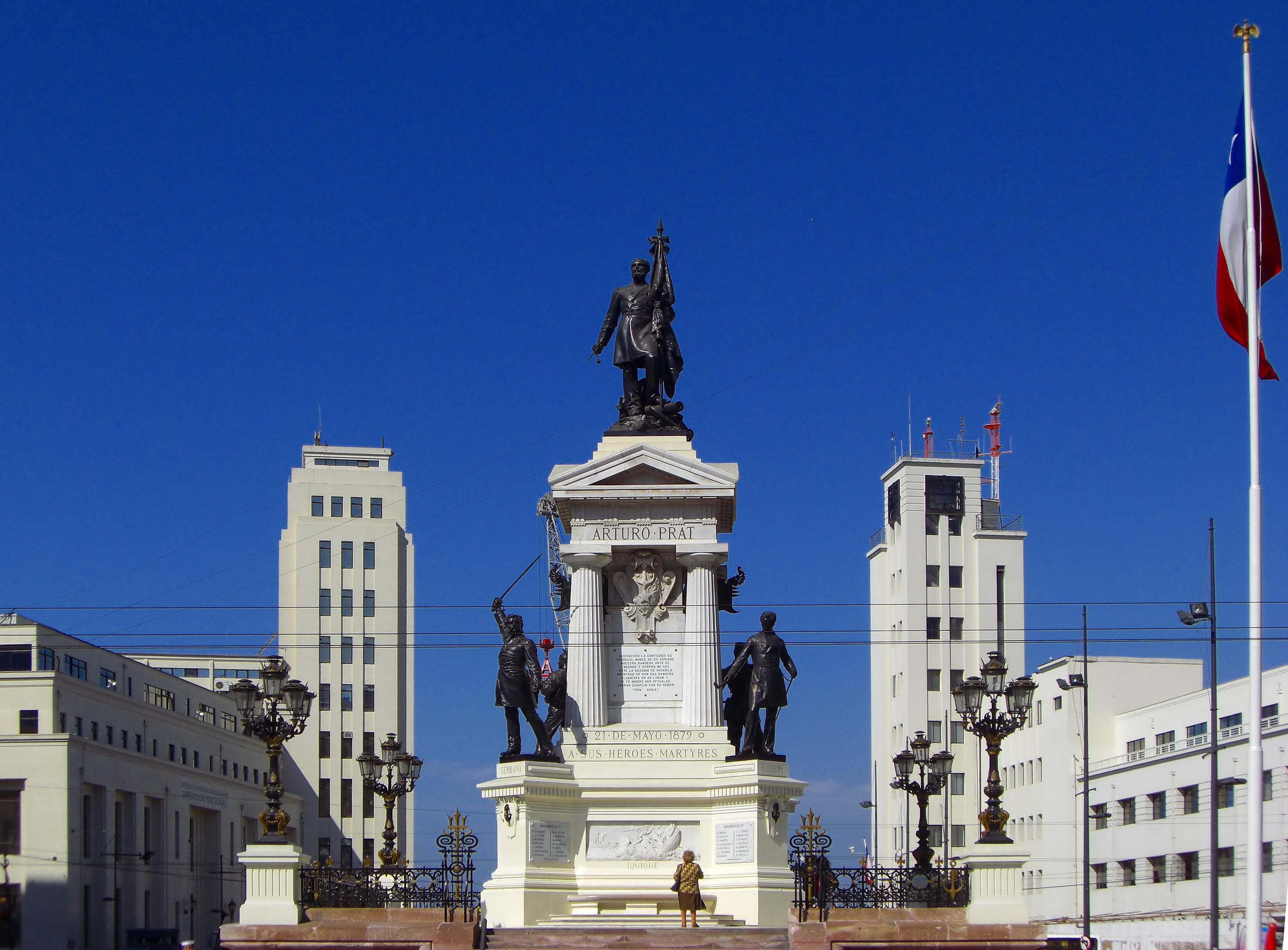
Monumento a los Héroes de Iquique en Valparaíso, un memorial a los marinos chilenos caídos durante la Guerra del Pacífico

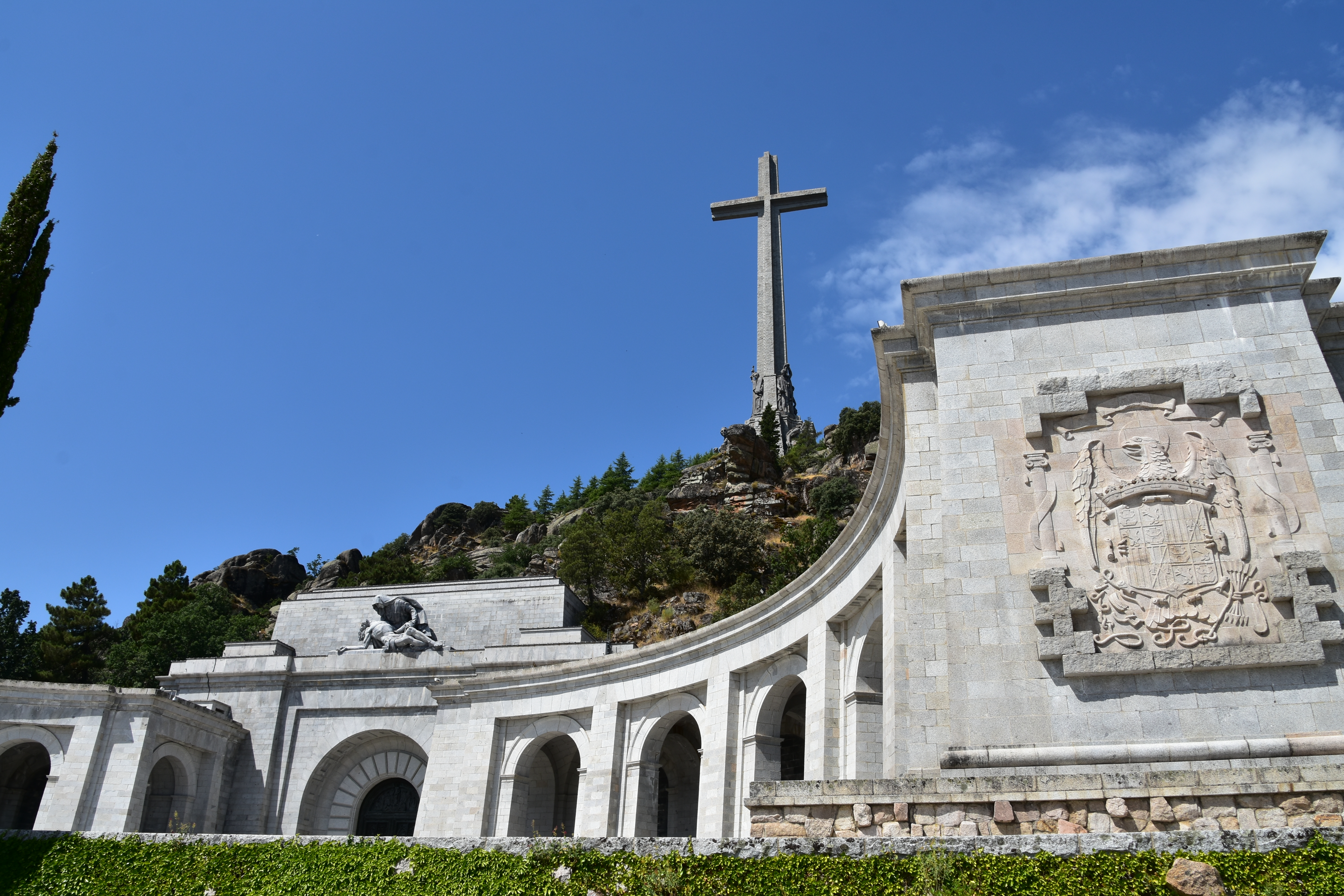
El Valle de los Caídos en San Lorenzo de El Escorial, España

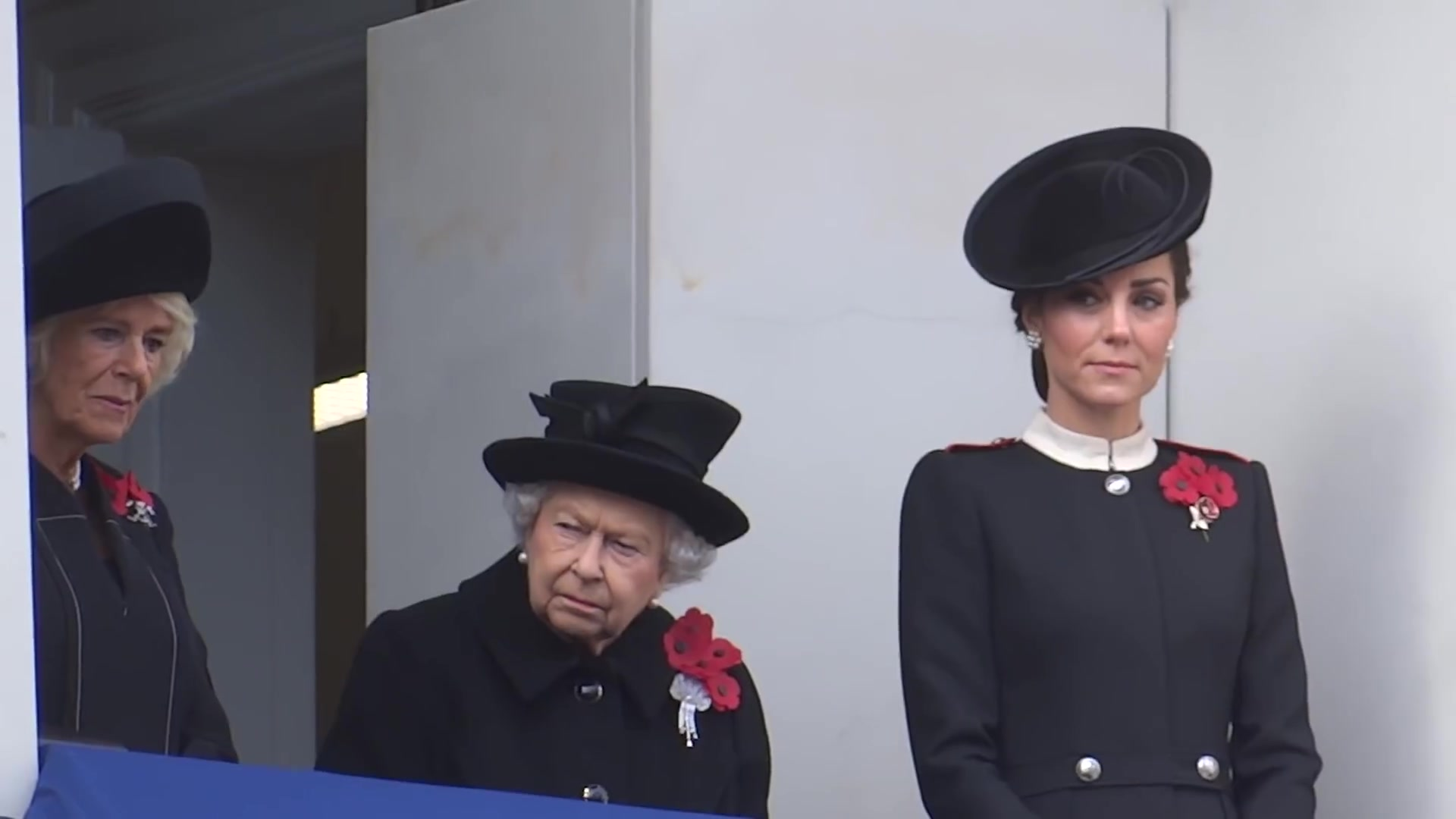
La Reina Isabel II de Inglaterra junto a Camila Parker Bowles y Catalina de Gales para el Día del Recuerdo en Londres (2018)

La cultura del recuerdo es la interacción que tiene un individuo o la sociedad en su conjunto con su propio pasado y la historia. Es también considerada como la variante sociocultural e histórica de la memoria colectiva.

## Definición
En un sentido estricto, la cultura del recuerdo consiste en todas las expresiones de comportamiento y modales socialmente aprobados o adquiridos de una sociedad o grupo para mantener partes del pasado en su conciencia y así hacerlo presente de forma patente y deliberada. El asunto principal de la cultura del recuerdo no es la exhibición de conocimientos históricos y objetivos, sino principalmente manifestar las percepciones colectivas y subjetivas de conexiones históricas con el pasado desde una perspectiva actual. Se puede distinguir entre la cultura del recuerdo privada y pública, así como sus respectivos elementos regulares y basados en eventos y hechos de distinta índole. Las obras que representan algún tipo de interés público dentro de la cultura del recuerdo, pueden ser designados por autoridades competentes como artefactos culturales o como algún tipo de monumento. 

## Ejemplos

### Cultura del recuerdo privada
Como elementos de la cultura del recuerdo privada, son comunes los álbumes de fotografías familiares y otro tipo de registro audiovisual familiar, la investigación genealógica, la celebración de aniversarios de bodas y las diferentes expresiones de rendir culto a los ancestros a sus seres queridos ya fallecidos, que incluye la edificación de la arquitectura funeraria, las manifestaciones físicas referentes al luto (como vestir de negro), como también la conmemoración de un cumpleaños o la fecha de defunción de un ser querido, que puede ser de carácter íntimo como también más social, con la celebración de misas u otros ritos en honor a los difuntos.

### Cultura del recuerdo pública

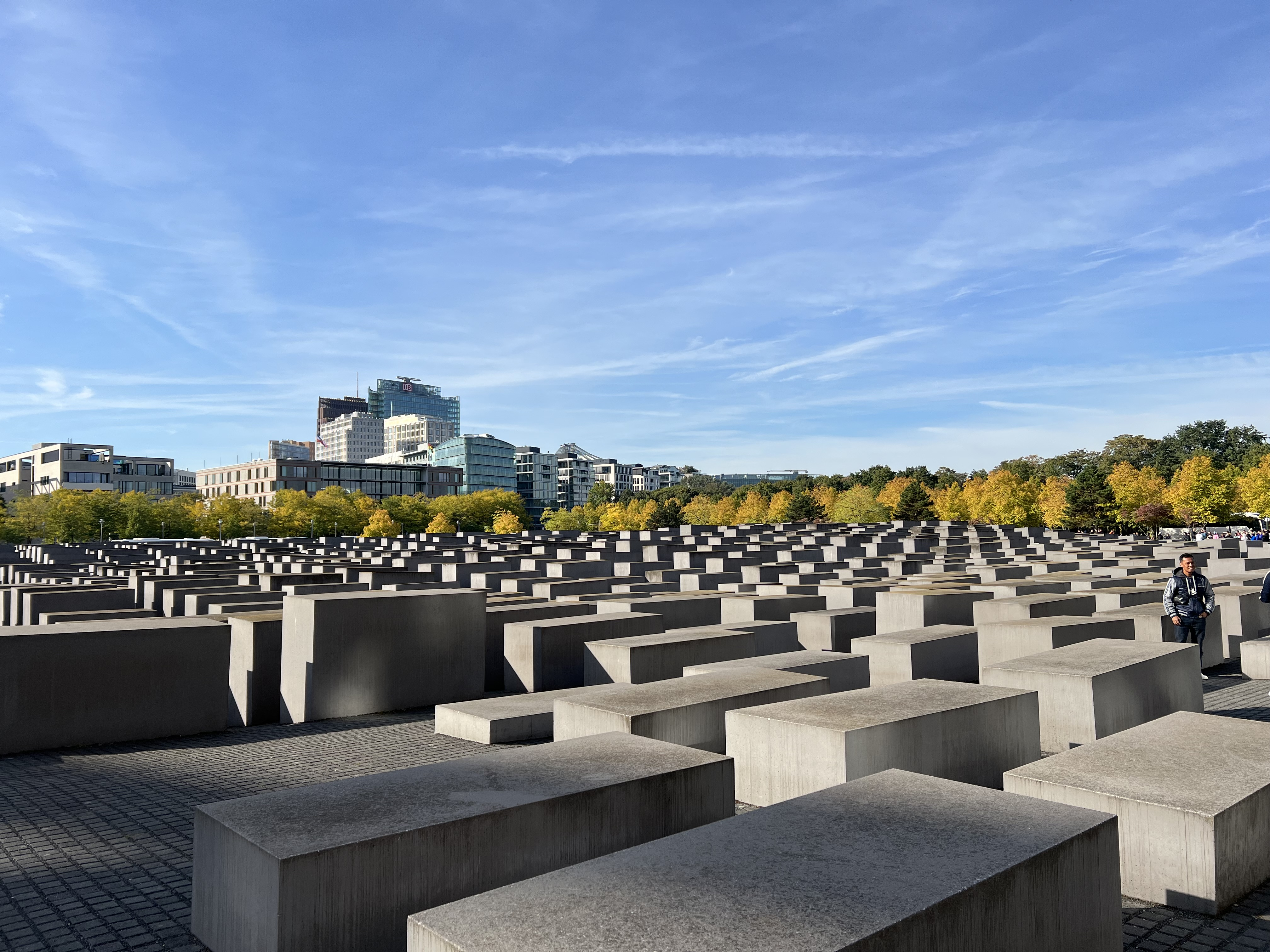
Monumento a los judíos de Europa asesinados, en Berlín, Alemania

Dentro de lo referido a la cultura del recuerdo pública, destacan la erección de monumentos conmemorativos, placas conmemorativas, declaración de «sitios del recuerdo», edificación de museos y otros establecimientos de acceso público con el fin de rememorar acontecimientos de carácter político, religioso o algún evento social de relevancia para un grupo de personas o una sociedad en particular. Durante la segunda mitad del siglo XX, Alemania fue uno de los países precursores en desarrollar una política pública de cultura del recuerdo, como una manera de hacerse responsables por los crímenes cometidos por los regímenes totalitarios que gobernaron a la nación: la Alemania nazi y sus políticas de genocidio como el Holocausto, como también las acciones de represión y violaciones a los derechos humanos cometidas en la República Democrática Alemana (RDA).
La conmemoración de mártires y muertos en combate son objetos de la cultura del recuerdo en diferentes países. El Día del Recuerdo es un evento celebrado en la Mancomunidad Británica de Naciones para recordar a los soldados muertos a partir de la Primera Guerra Mundial. Del mismo modo, Alemania conmemora en noviembre de cada año su Día del Duelo Nacional (Volkstrauertag), con el fin de rememorar a sus caídos. En Estados Unidos, el Día de los Caídos es conmemorado anualmente en mayo para recordar a todos los fallecidos estadounidenses en algún conflicto armado.